# Henry Scheffer
Henry Scheffer (Den Haag, 25 september 1798 – Parijs, 15 maart 1862) was een Nederlandse schilder, werkzaam in Frankrijk.

## Leven en werk
Scheffer was een zoon van de uit Duitsland afkomstige portretschilder Johan Bernard Scheffer (1765-1809) en de Dordtse miniatuurschilder Cornelia Lamme (1769-1839). Zijn dochter Cornélie Scheffer trouwde met de Franse filosoof Ernest Renan.
Scheffer was als tiener met zijn moeder in Parijs komen wonen. Hij werd er, net als zijn broer Ary Scheffer, een leerling van Pierre-Narcisse Guérin. Vanaf 1824 exposeerde Scheffer bij de Parijse salon. Hij maakte genrestukken en portretten. Zijn werk was technisch sterk, maar haalde -mede door een vlak kleurgebruik- niet het niveau van zijn broer. Hij gaf les aan onder anderen zijn neef Arie Johannes Lamme. Een jaar voor zijn overlijden kreeg Scheffer een jaargeld van de Franse regering toegekend.
Scheffer overleed op 63-jarige leeftijd.

## Werken

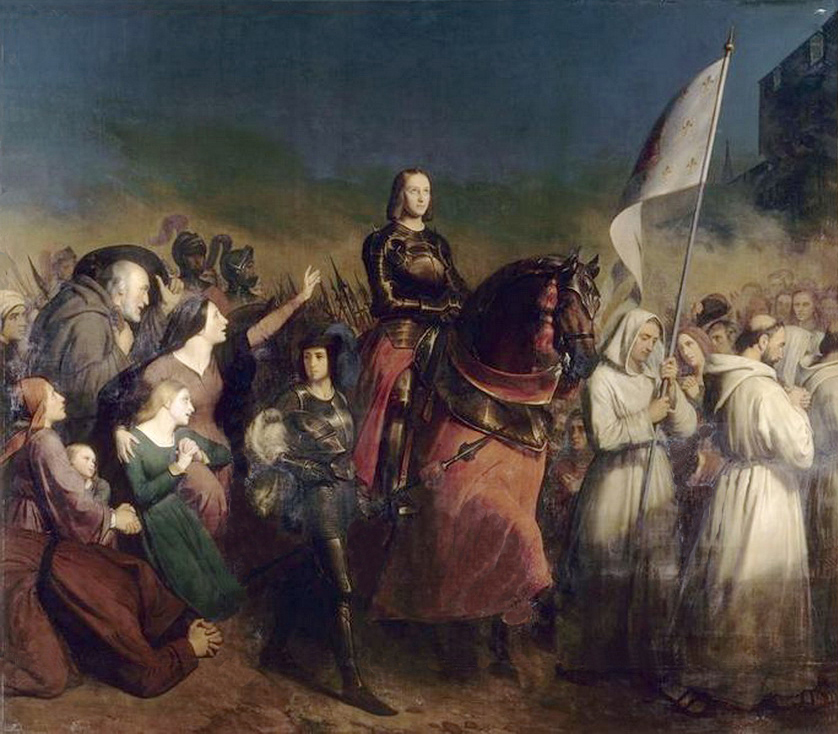
Jeanne d'Arc
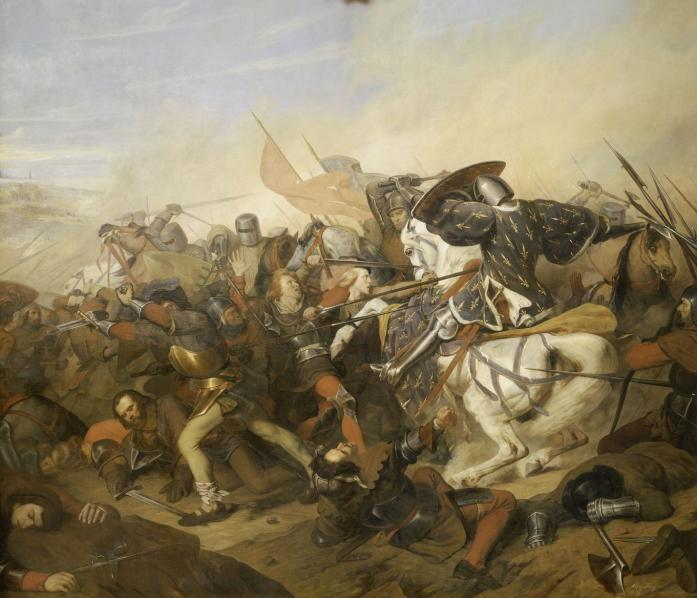
Slag bij Kassel (1328)

## Werk in openbare collecties
- Dordrechts Museum
- Rijksmuseum Amsterdam

- Bibliothèque nationale de France: cb149598987 (data)
- Biografisch Portaal: 05464478
- Digitale Bibliotheek voor de Nederlandse Letteren: sche131
- Gemeinsame Normdatei: 1135931437
- International Standard Name Identifier: 0000 0000 6661 8496
- Library of Congress Control Number: no99070683
- Nationale Bibliotheek van Polen: a0000003631169
- Nederlandse Thesaurus van Auteursnamen: 312806043
- RKD-Nederlands Instituut voor Kunstgeschiedenis: 70246
- SNAC: w6dn5rrz
- Système universitaire de documentation: 130977683
- Union List of Artist Names: 500016201
- Virtual International Authority File: 37186936
- WorldCat: E39PBJyxfdqvYRy7yhpJtmBpT3